# 平川市立尾上中学校
平川市立尾上中学校（ひらかわしりつ おのえちゅうがっこう）は、青森県平川市中佐渡にある公立中学校である。

## 概要
旧尾上町全域を学区とし、主に金田小学校、猿賀小学校からの児童が進学する。校舎は旧尾上町の中心部に近く、弘南鉄道弘南線の沿線にある。周辺は主に住宅街となっている。

### 生徒数
公式サイトの記載より（2023年4月7日現在）。
| 学年 | 1年 | 2年 | 3年 | 特別支援 | 合計 |
| ---- | --- | --- | --- | -------- | ---- |
| 学級 | 2   | 3   | 2   | 0        | 7    |
| 生徒 | 65  | 73  | 63  | 0        | 201  |

## 沿革

### 旧・尾上中学校
- 1947年（昭和22年）
  - 4月1日 - 尾上町立金田小学校に併置し開校する[1]。
  - 4月21日 - 開校式挙行。
- 1951年（昭和26年）12月30日 - 尾上町大字新屋町字北鵜野17番地に完成した独立校舎に移転する。
- 1952年（昭和27年）11月15日 - 二階建木造校舎完成。
- 1953年（昭和28年）11月17日 - 鉄筋造り体育館落成。平屋建て木造校舎落成。
- 1957年（昭和32年）12月27日 - 和室・被服室・調理室落成。

### 猿賀中学校
- 1947年（昭和22年）
  - 4月1日 - 猿賀村立猿賀中学校として日沼小学校、猿賀小学校に分散開校する[1]。
  - 4月22日 - 開校式挙行。
- 1950年（昭和25年）6月30日 - 猿賀村大字八幡崎字宮本143番1号に建設した独立校舎に移転する。
- 1955年（昭和30年）1月1日 - 町村合併により、尾上町立猿賀中学校と改称。

### 現・尾上中学校
- 1962年（昭和37年）
  - 4月1日 - 猿賀中学校、旧尾上中学校を併合し、新・尾上中学校が開校。尾上中学校第一校舎（通称西校舎）、同第二校舎（通称東校舎）と仮称する[1]（名目上の統合）。
  - 10月20日 - 第一期工事着工。
- 1963年（昭和38年）
  - 6月20日 - 第一期工事完成。
  - 7月 - 第二期工事着工。
- 1964年（昭和39年）
  - 3月x日- 第二期工事完成。
  - 3月25日 - 大字中佐渡字南田52番地の統合新校舎に移転。
  - 4月11日 - 両校舎が合併し、新校舎に移転。これをもって、名実共に完全統合。
  - 10月21日 - 第三期工事完成。
- 1965年（昭和40年）
  - 2月1日 - 校旗樹立、校歌制定。
  - 9月30日 - 体育館完成。
- 1966年（昭和41年）10月22日 - 校舎完成（工事完了）。
- 1979年（昭和54年）12月6日 - 改修工事（蜂の巣校舎アルミサッシ・屋根工事）完成。
- 1984年（昭和59年）9月7日 - グラウンド整備着工。
- 1985年（昭和60年）
  - 5月30日 - グラウンド整備工事完了。
  - 7月30日 - 玄関の壁画完成。
- 1986年（昭和61年）8月31日 - クラブ室新築。
- 1987年（昭和62年）8月31日 - 校舎及び体育館の大規模改修工事実施。
- 1990年（平成2年）8月31日 - 大規模改修工事（パソコン42台導入・コンピューター室改造・図書室移転工事）実施。
- 1991年（平成3年）12月25日 - 台風被害による校舎・体育館屋根修理。
- 2005年（平成17年）12月2日 - 新校舎完成。
- 2006年（平成18年）
  - 1月1日 - 町村合併により、平川市立尾上中学校と改称。
  - 2月27日 - 新体育館完成。
- 2011年（平成23年）3月 - 太陽光発電システムが完成し、稼働。
- 2014年（平成26年）
  - 4月1日 - 葛川中学校を統合[2]。
  - 10月 - 校舎外壁タイル修復工事完了[1]。
- 2015年（平成27年）12月11日 - 災害時避難所指定に伴う体育館非構造部材耐震化完了及び非常電源確保の為の大型蓄電池整備完了[1]。

## 学校行事
公式サイトの記載より（2012年）。
| - 前期 - 4月 新任式、入学式、委員会組織会、3年修学旅行、1年宿泊学習 - 5月 避難訓練、参観日、前期生徒総会、教育相談 - 6月 運動会、中体連夏季大会、 - 7月 前期中間テスト、芸術鑑賞教室、中体連県大会、夏休み - 8月 休み明けテスト - 9月 尾中祭（文化祭）、中体連秋季大会、前期期末テスト - 10月 生徒会役員選挙、前期終業式 | - 後期 - 10月 後期始業式、避難訓練、校内合唱祭、市音楽発表会 - 11月 後期生徒総会、教育相談、 - 12月 後期中間テスト、冬休み - 1月 休み明けテスト - 2月 3年後期期末テスト、新入生学校説明会 - 3月 1・2年後期期末テスト、卒業式、修了式、離任式 |

## 部活動

### 運動部
- 野球部（男）[1]
- ソフトボール部（女）
- 新体操部（女）
- 陸上競技部（男女）
- ソフトテニス部（男女）
- バレーボール部（男女）

### 文化部
- 吹奏楽部（男女）[1]
- 総合文化部（男女）

## 学区
旧尾上町地域。

## アクセス
- 弘南鉄道弘南線津軽尾上駅から、約760m・徒歩で約12分、自動車で1分。
- 平川市役所尾上分庁舎（旧尾上町役場）から、約470m・徒歩で約8分、自動車で約1分。
- 東北自動車道大鰐弘前ICから、自動車で約10.4km・約17分。

## 周辺
- 弘南鉄道弘南線津軽尾上駅[3]
- 盛美園[3]
- 猿賀神社[3]
- 平川市尾上野球場[3]
- 平川市尾上体育館